# Casa Buxeda
La Casa Buxeda és un edifici eclèctic de Sabadell (Vallès Occidental) protegit com a bé cultural d'interès local. Es troba a la Rambla, 63-65. El projecte definitiu d'aquesta casa és del 1868 i és el primer projecte firmat per l'arquitecte Rafael Guastavino.

## Descripció
Edifici format per la planta baixa i tres pisos en el que s'utilitzen elements ornamentals d'arrel classicista. La decoració de la façana s'estructura en dues zones: els dos pisos superiors i, la planta baixa i el primer pis.
El primer pis i planta baixa presenten un mur decorat a partir d'estuc formant carreus i on tres portes centren la composició. Aquestes portes són de dimensions considerables i inclouen el primer pis (a la zona de l'arcada).
Els pisos superiors (segon i tercer) s'organitzen a partir d'un mur arrebossat, pràcticament llis, a excepció de les cornises que divideixen les plantes i les pilastres en relleu que separen els balcons. S'ha donat un especial tractament a la part central amb un gran balcó i finestres més ornamentades. L'acabament de la façana mostra un ràfec sustentat per mènsules i damunt d'aquest una balustrada.

## Història
Inicialment l'edifici fou concebut com a despatx tèxtil i habitatge unifamiliar. L'any 1924 es transformà en pisos que són utilitzats com oficines i la planta baixa per comerços.